# Suspensión Dubonnet

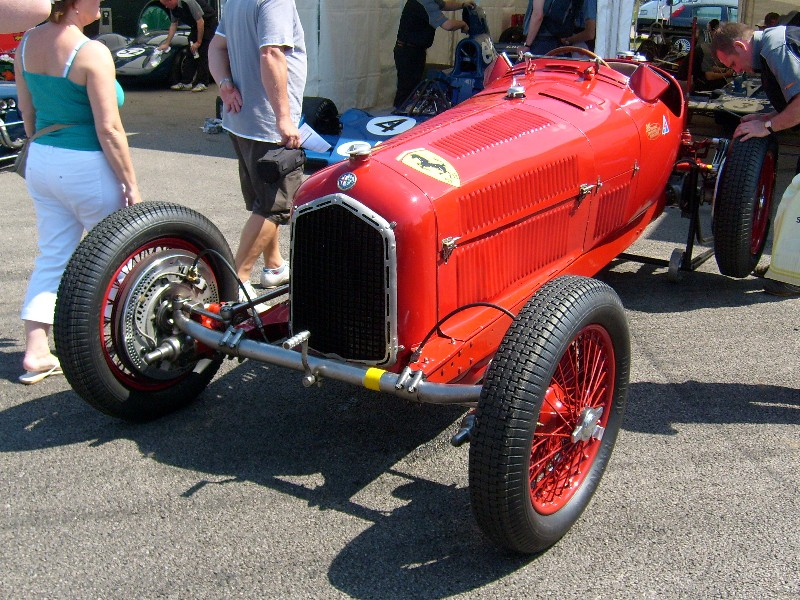
Alfa Romeo P3 Tipo B con suspensión Dubonnet delantera

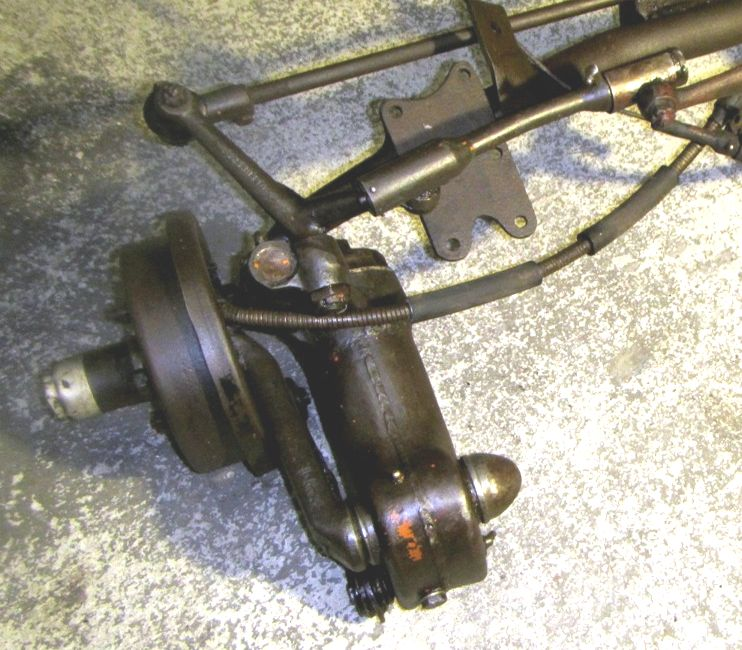
Sistema de brazo articulado de la suspensión Dubonet

La suspensión Dubonnet era un tipo de sistema de suspensión independiente y de dirección para automóviles, que utilizaba brazos de guiado (sustituyendo las ballestas por muelles helicoidales). Popular en las décadas de 1930 y 1940, fue reemplazado por otros mecanismos más eficaces y de mantenimiento menos exigente. 

## Descripción
Consiste en un eje rígido sobre cuyos extremos pivotan las articulaciones de la dirección y de la suspensión. Las ruedas estaban montadas sobre pivotes verticales. El sistema incluía muelles helicoidales y amortiguadores dispuestos en el interior de un compartimento sellado, diseñado para permitir la lubricación y proteger el mecanismo de suspensión. Esta característica suponía una debilidad del diseño, puesto que cualquier fuga de aceite tenía efectos negativos sobre la durabilidad del sistema mecánico y sobre las condiciones de guiado del vehículo.

## Historia

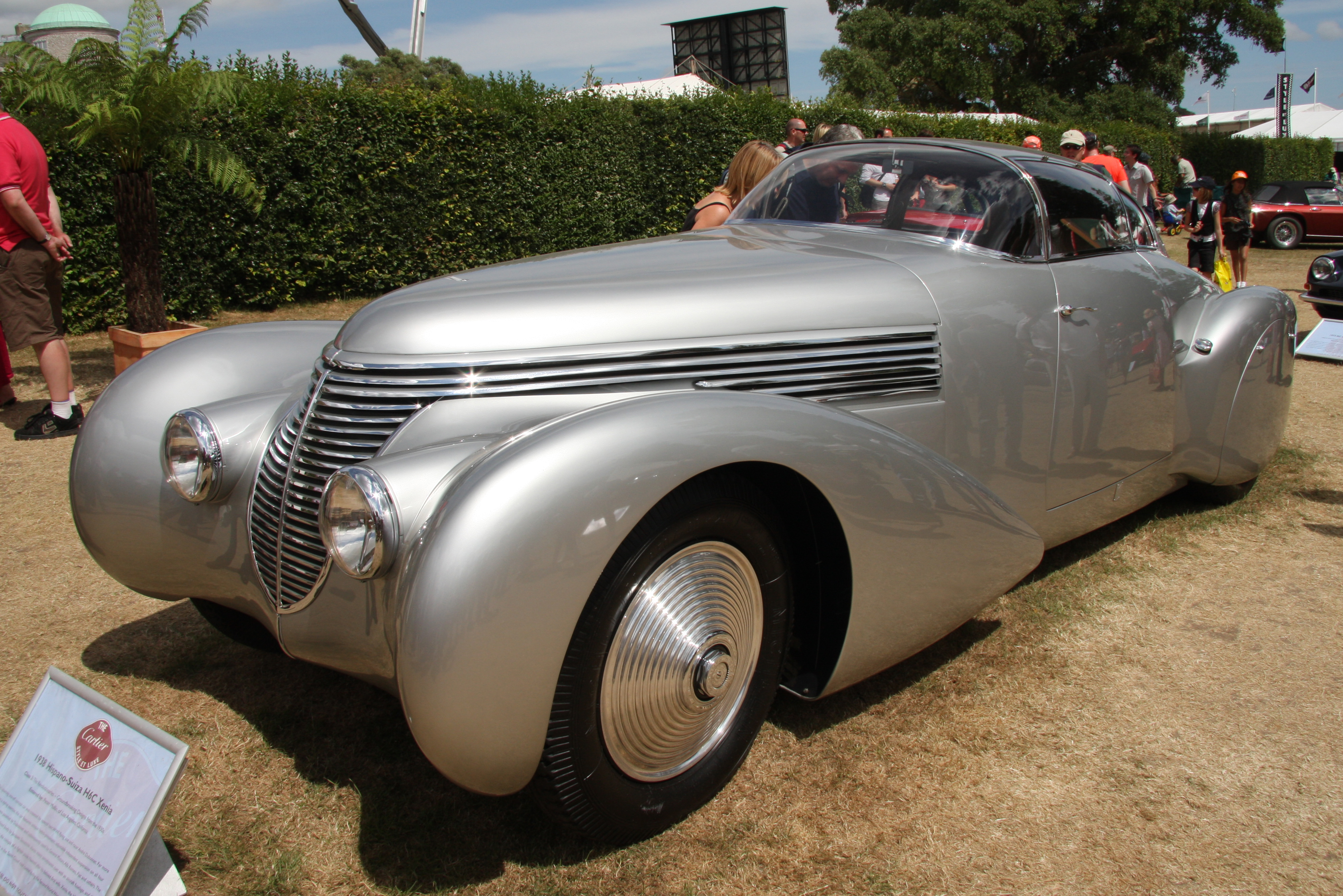
Hispano-Suiza especial de Dubonnet, Xenia

El sistema fue inventado por el diseñador e ingeniero francés André Dubonnet (heredero de la fortuna de la fábrica de vermut Dubonnet), que lo instaló en su Hispano-Suiza especial en 1933.
Vendió los derechos a General Motors, que lo adaptó con la denominación "Knee-action ride" (Rótula de acción de guiado), pero el sistema fue también utilizado por muchas otras marcas, incluyendo a Fiat, Alfa Romeo, Simca, e Iso Rivolta.
La relación de General Motors con sus filiales hizo que el sistema regresara a Europa, utilizándose en modelos anteriores a la Segunda Guerra Mundial como los Vauxhall 12 y los Vauxhall 14 entre 1935 y 1938. Tras la guerra, el Vauxhall Velox de 1949 reintrodujo una suspensión de brazo de guiado similar, ampliamente descrita como suspensión 'Dubonnet'. Sin embargo, esta suspensión utilizaba barras de torsión en vez de muelles helicoidales, por lo que la propia Vauxhall informaba de que no se trataba de un auténtico sistema Dubonnet.